# Spuitbeton

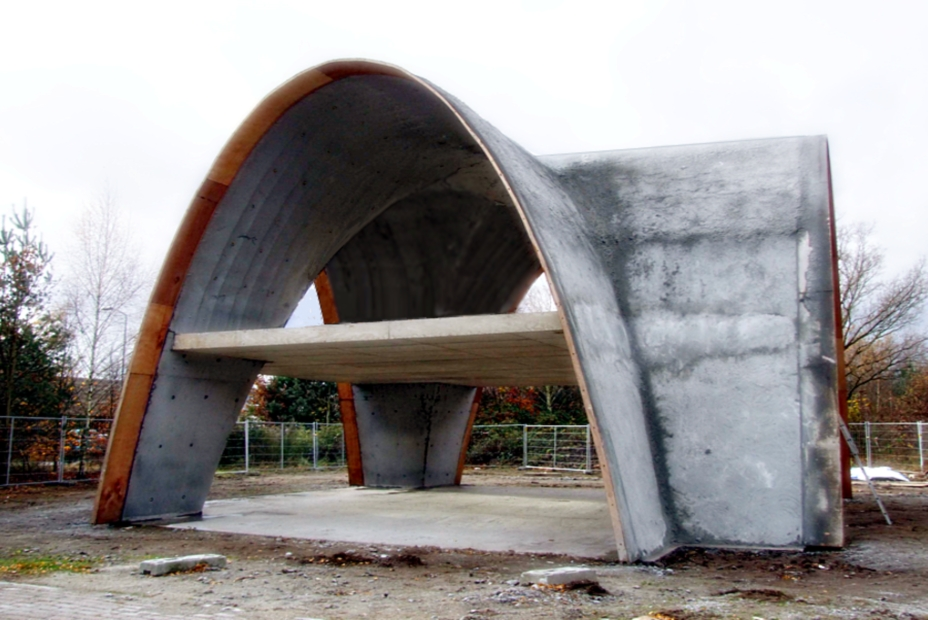
Kruisgewelf van spuitbeton

Spuitbeton of shotcrete is een vorm van beton dat in vloeibare, natte verschijning spuitbaar aangebracht kan worden. Het wordt veel gebruikt bij de aanleg van tunnels, met name bij tunnels volgens de New Austrian Tunnelling Method.
Hoewel shotcrete al rond 1900 uitgevonden is, is het pas bekend geworden onder de huidige naam in 1961. Shotcrete kan op twee manieren toegepast worden, in een droge en in een natte vorm. Bij de droge variant wordt het beton door de spuitslang geleid, waarbij pas in de spuitmond het water toegevoegd wordt. Totale menging vindt pas plaats als het shotcrete zich aan het te spuiten oppervlak hecht. Deze methode kan hoge kwaliteit shotcrete opleveren, dat zich aanpast aan de omgeving; het vereist echter wel een capabele spuittechnicus.
De andere toepassingsvariant is nat. Hierbij wordt het cement van tevoren gemengd met water en door de slang geleid, waarbij alleen lucht onder hoge druk toegevoegd wordt. Voordeel van deze methode is minder stofontwikkeling en snellere hechting aan het te spuiten oppervlak.
Shotcrete wordt veel toegepast bij de NATM, een tunnelbouwmethode waarbij rots uitgegraven wordt en voorzien van een nieuwe tunnelwand. Vanwege het gebruik van shotcrete wordt NATM ook wel Sprayed Concrete Lining method genoemd (SCL). Het kan goed worden toegepast op vooraf aangebrachte wapening, waardoor het dezelfde eigenschappen als gewapend beton kan aannemen.